# سنگالیا پلیاکانتا
سنگالیا پلیاکانتا (نام علمی: Acacia polyacantha) نام یک گونه از سرده اقاقیا است.